# 楠原映二
楠原 映二（くすはら えいじ、1947年1月2日 - 2010年4月23日）は、日本の俳優。長年、イギリスで活動していた。

## 来歴
東京生まれの北海道育ち。北海道岩見沢東高等学校を卒業後、多摩美術大学に入学。
「東京キッドブラザース」などでの海外公演の経験をきっかけに、1975年にイギリスへ移住。
渡英後は、「Lumiere & Son Theatre Company」の数多くの舞台に出演し、ロイヤル・シェイクスピア・カンパニーなどでも精力的に活動。
後に、現地テレビ番組にも進出し、BBCの『Tenko』では、レギュラー出演を果たした。
ロンドンを本拠地とする日本人俳優の劇団「一座」の一員であった。
1990年代には、『HELLO LONDON』『英国生活』というフジテレビ系情報番組（全編ロンドンロケ）でプレゼンターを務め、現地から最新の流行や文化などを日本に発信した。
がんのため、63歳で死去。

## 代表的な出演作
- Licensed to Love and Kill（1979年）
- Tenko（1981 - 1985年）
- Banzai（2001 - 2003年）
- Emmerdale（2003年）
- Lu Kemp Different Planes（2004年2月17日）
- Robotboy（2005 - 2008年）
- Enemy of the Daleks（2009年）

映画
- 北海ハイジャック（1979年）
- エレファント・マン（1980年）
- スター・ウォーズ エピソード6/ジェダイの帰還（1983年） - グレー中隊・Yウイングパイロット[4]
- アイズ・ワイド・シャット（1999年） - 日本人その2
- Topsy-Turvy（1999年、マイク・リー監督）